# José Miguel Prieto
José Miguel Prieto Castillo (Albacete, 22 novembre 1971) è un ex calciatore spagnolo, di ruolo difensore.

## Palmarès

### Club

#### Competizioni nazionali
- Segunda División: 1

Siviglia: 2000-2001